# Парк Станкозавода (Нижний Новгород)
Парк Станкозавода (также — Парк имени Маяковского) — парк в Ленинском районе Нижнего Новгорода.
Расположен в границах улиц Перекопской, Арктической, Гончарова. С юго-восточной стороны вдоль территории парка протекает река Борзовка.

## История
Парк имени Маяковского был организован вблизи Нижегородского завода фрезерных станков (НЗФС) в 1950-е годы. После банкротства завода в 1990-е парк пришёл в запустение.
В 2011 году в парке был построен физкультурно-оздоровительный комплекс «Заречье», после чего началось благоустройство территории парка.